# شهرستان جینگشینگ
شهرستان جینگشینگ (به لاتین: Jingxing County) یک منطقهٔ مسکونی در چین است که در شیجیاژوانگ واقع شده‌است.